# Eurovision Young Dancers 2003
Het Eurovision Young Dancers 2003 was de tiende editie van het dansfestival en de finale werd op 4 juli 2003 gehouden in het Stadsschouwburg Theatre in Amsterdam. Het was de eerste keer dat Nederland het dansfestival organiseerde.

## Deelnemende landen
Zeventien landen namen aan deze editie van het Eurovision Young Dancers deel. Armenië en Roemenië namen voor het eerst deel.

## Jury
Vladimir Vasiliev
 Susanne Linke
 Paola Cantalupo
 Derrick Brown
 Liz Imperio

## Overzicht

### Halve finale
| Land                | Artiest                              | Resultaat      |
| ------------------- | ------------------------------------ | -------------- |
| Armenië             | Avetik Karapetyan                    | uit            |
| België              | Sébastien Tassin                     | uit            |
| Cyprus              | Natalia Krekou                       | uit            |
| Estland             | Maria Seletskaja                     | gekwalificeerd |
| Finland             | Tiina Myllymäki                      | gekwalificeerd |
| Griekenland         | Elenina Nicolaou                     | gekwalificeerd |
| Letland             | Linda Silinja                        | gekwalificeerd |
| Nederland           | Joeri Dubbe                          | gekwalificeerd |
| Noorwegen           | Caroline Roca                        | uit            |
| Oekraïne            | Jerlin Ndudi                         | gekwalificeerd |
| Polen               | Jakub Greda                          | uit            |
| Roemenië            | Ovidiu Matei Iancu                   | gekwalificeerd |
| Slovenië            | Anze Škrube                          | uit            |
| Tsjechië            | Monika Hejduková & Viktor Konvalinka | gekwalificeerd |
| Verenigd Koninkrijk | Kate Lyons                           | uit            |
| Zweden              | Kristina Oom & Sebastian Michanek    | gekwalificeerd |
| Zwitserland         | Sarah-Jane Brodbeck                  | gekwalificeerd |

### Finale
| Plaats | Land        | Artiest                              |
| ------ | ----------- | ------------------------------------ |
| 1      | Oekraïne    | Jerlin Ndudi                         |
| 1      | Tsjechië    | Monika Hejduková & Viktor Konvalinka |
| 1      | Zweden      | Kristina Oom & Sebastian Michanek    |
| -      | Estland     | Maria Seletskaja                     |
| -      | Finland     | Tiina Myllymäki                      |
| -      | Griekenland | Elenina Nicolaou                     |
| -      | Letland     | Linda Silinja                        |
| -      | Nederland   | Joeri Dubbe                          |
| -      | Roemenië    | Ovidiu Matei Iancu                   |
| -      | Zwitserland | Sarah-Jane Brodbeck                  |

## Wijzigingen

Deelnemende landen
Landen die in het verleden deelgenomen hebben
Landen die zich niet voor de finale kwalificeerden

### Debuterende landen
- Armenië
- Roemenië

### Terugtrekkende landen
- Duitsland
- Ierland
- Oostenrijk